# Mefistofele (opera)
(Mefistofele, atto I scena II)
Mefistofele è un'opera in un prologo e cinque atti, poi ridotti a quattro e un epilogo, scritta e composta da Arrigo Boito ispirandosi al Faust di Goethe.

## Genesi e fortuna dell'opera
Fin dai primi anni Sessanta del 1800 Boito progettava un Faust, come si ricava dalla corrispondenza con il fratello Camillo, ma solo dopo il 1866 iniziò la composizione vera e propria, riducendo a una singola opera, cui diede il titolo di Mefistofele, il progetto che ne in origine ne prevedeva due, corrispondenti alle due parti del testo di Goethe.
La prima rappresentazione avvenne a Milano, al Teatro alla Scala, il 5 marzo 1868, direttore lo stesso Boito, ma si risolse in un fiasco clamoroso, a causa forse, oltre che dell'eccessiva lunghezza dell’opera, del contenuto fortemente ideologico di alcuni episodi, poi soppressi. L'opera venne quindi ridotta e rielaborata dall'autore, che fra l'altro traspose per tenore la parte di Faust, originariamente per baritono; inoltre la figura di Margherita assunse un rilievo centrale nel contesto del dramma salvifico di Faust. Fra i pezzi nuovi spicca il duetto del terzo atto Lontano, lontano, lontano, che originariamente era stato composto da Boito per l'opera Ero e Leandro, mai portata a termine, e il cui libretto fu poi messo in musica da Giovanni Bottesini (1879) e Luigi Mancinelli (1896).
La nuova versione del Mefistofele andò in scena con successo al Teatro Comunale di Bologna il 4 ottobre 1875, diretta da Emilio Usiglio, alla presenza del compositore. Fu soprattutto grazie al conte bolognese Agostino Salina che l'opera, nonostante le resistenze legate al fiasco meneghino, fu inserita nel programma del teatro felsineo. Le rappresentazioni bolognesi inaugurarono la stagione autunnale e al successo contribuirono le eccellenti interpretazioni di Romano Nannetti nel ruolo di Mefistofele e di Italo Campanini in quello di Faust. Il giovane soprano Erminia Borghi-Mamo sostenne i ruoli sia di Margherita sia di Elèna.. Nel giro di pochi anni l'opera fu rappresentata in numerosi teatri italiani ed europei, e da allora, sia pure con alterne fortune, ha sempre conservato un posto nel repertorio.
Nelle varie rappresentazioni e versioni discografiche, sta alla scelta della produzione e della direzione se affidare o meno alla stessa interprete le parti di Margherita ed Elèna: Boito non ha dato indicazioni specifiche su questo. Anche le parti di Marta e Pantalis (contralto) e Wagner e Nereo (tenore) sono spesso interpretate dagli stessi artisti.

## Cast delle prime (1868 e 1875)
| personaggi | tipologia vocale              | Prima versione (5 marzo 1868, Milano) Direttore: Arrigo Boito | Seconda versione (4 ottobre 1875, Bologna) Direttore: Emilio Usiglio |
| --- | ----------------------------- | ------------------------------------------------------------- | -------------------------------------------------------------------- |
| Mefistofele | basso                         | François-Marcel Junca                                         | Romano Nannetti                                                      |
| Faust | baritono (1868) tenore (1875) | Gerolamo Spallazzi                                            | Italo Campanini                                                      |
| Margherita | soprano                       | Mélanie-Charlotte Reboux                                      | Erminia Borghi-Mamo                                                  |
| Marta | contralto                     | Giuseppina Flory                                              | Antonietta Mazzucco (De-Fassi?)                                      |
| Wagner | tenore                        | ?                                                             | Carlo Casarini                                                       |
| Elèna | soprano                       | Mélanie-Charlotte Reboux                                      | Erminia Borghi-Mamo                                                  |
| Pantalis | contralto                     | (assente nella prima versione)                                | Antonietta Mazzucco (De-Fassi?)                                      |
| Nerèo | tenore                        | (assente nella prima versione)                                | Carlo Casarini                                                       |
| L'Astrolago | basso                         | Luigi Alessandrini                                            | (assente nella seconda versione)                                     |
| Ulteriori personaggi della prima versione: L'Araldo; Il Mendicante; L'Imperatore; Lilith; Paride; Un Fanciullo; Un Folletto |                               |                                                               |                                                                      |

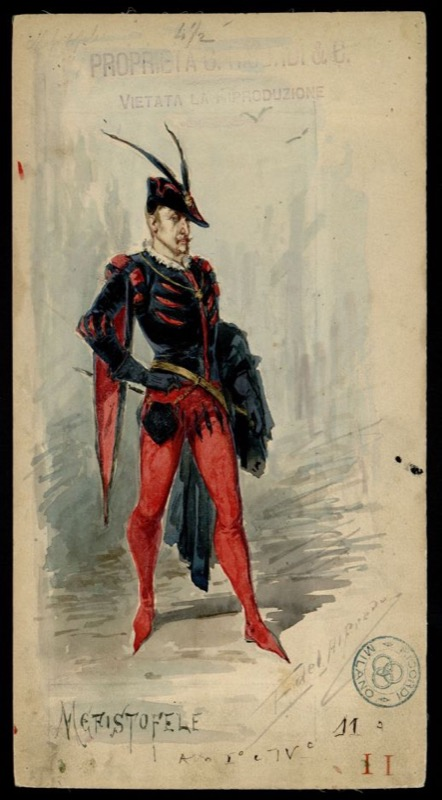
Costume per Mefistofele
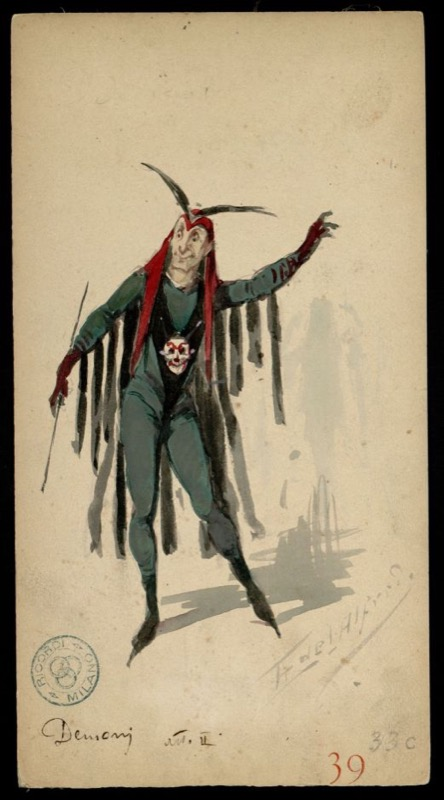
Costume da demone I
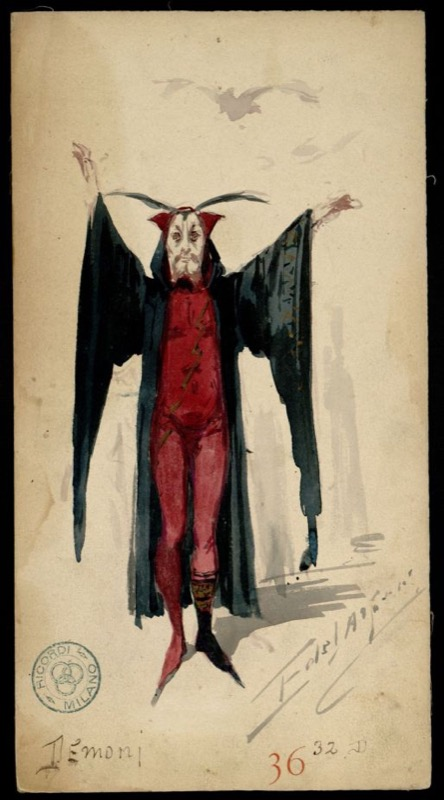
Costume da demone II
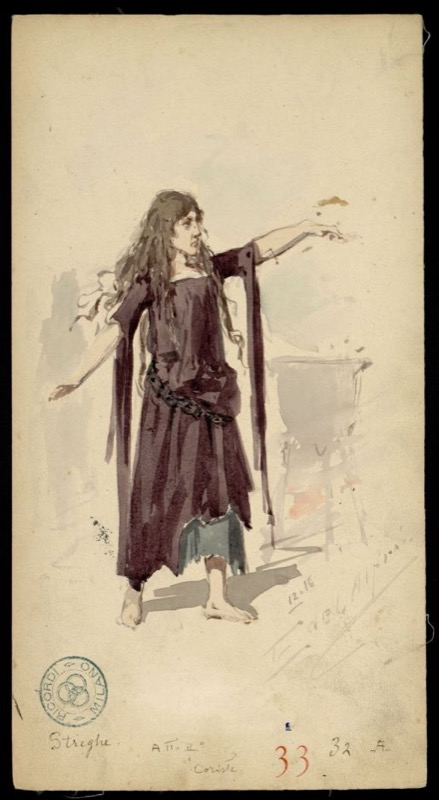
Costrume da strega
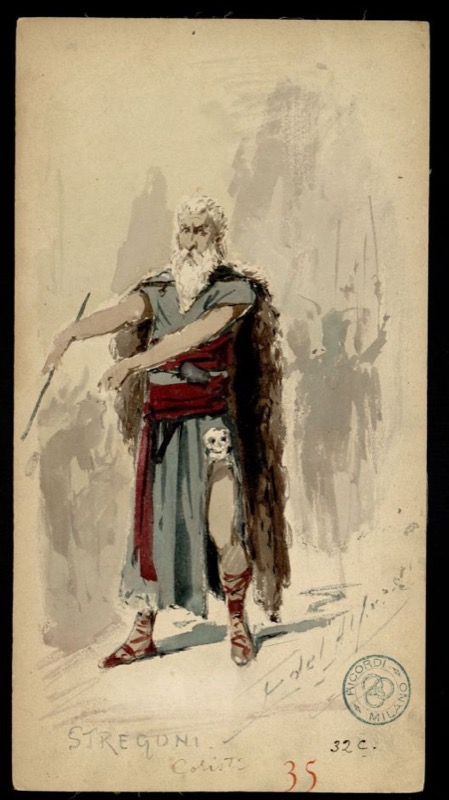
Costume da stregone

## Trama

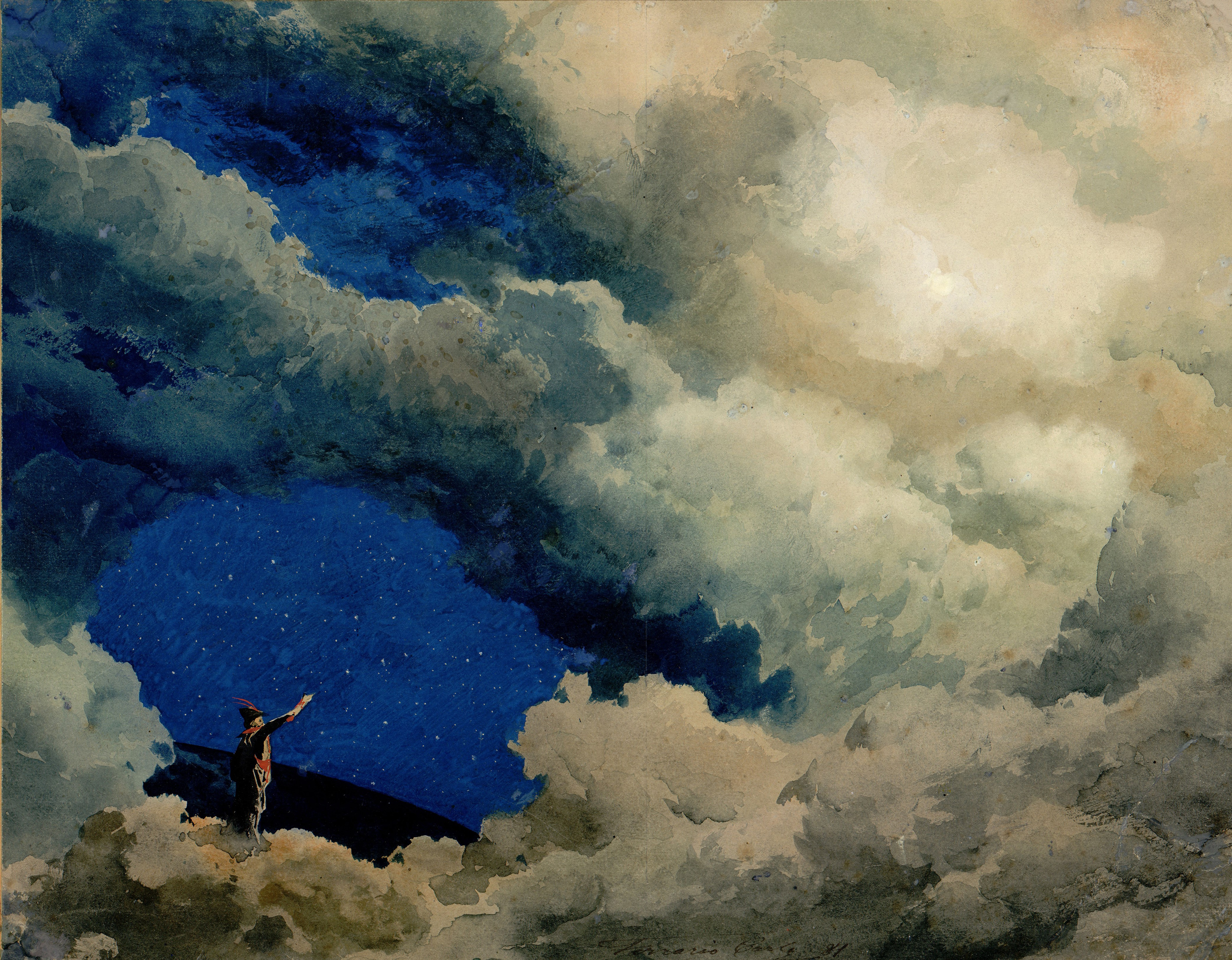
Bozzetto di Carlo Ferrario per il prologo

### Prologo in cielo
Nebulosa.
Dopo il preludio, echeggiano dietro la nebulosa i cori della prima falange celeste che inneggiano al Signore (Ave signor degli angeli e dei santi). Compare Mefistofele (Ave signor, perdona se il mio gergo), che sfida il creatore, affermando altresì di poter tentare il vecchio Faust. Il Chorus Mysticus acconsente, e Mefistofele è sicurissimo della sua vittoria. Esce successivamente di scena al comparire dei cherubini che, assieme alle penitenti, alle falangi celesti e a tutto il paradiso, rendono una lode finale al Signore, tramite un grandioso inno sinfonico/corale in Mi maggiore.

### Atto I: Passeggiata di Pasqua
Scena I: Francoforte sul Meno.
Durante le celebrazioni della domenica della Pasqua, fra parate militari e cori e danze dei popolani, Faust e l'amico/allievo Wagner osservano incuriositi uno strano Frate Grigio.
Scena II: Faust si interroga sull'amore di Dio verso l'uomo (Dai campi, dai prati) e incontra il Frate Grigio, alias Mefistofele (Son lo spirito che nega) al quale concede l'anima in cambio della sapienza e della giovinezza.
Mefistofele otterrà l'anima di Faust, se quest'ultimo, appagato dalla vita, dirà all'attimo fuggente «Arrestati, sei bello!».

### Atto II: Il giardino, La notte del Sabba romantico
Faust, sotto il falso nome di Enrico, incontra la giovane Margherita, e i due si innamorano (Cavaliero illustre e saggio), mentre Mefistofele tenta di sedurre Marta. I due discutono sulla religione e Faust, richiesto da Margherita se crede in Dio, le dà una risposta ambigua: amore, vita ed estasi sono Dio, è solo un modo di definirle con una sola parola. Margherita vorrebbe trascorrere la notte con lui, ma non può perché la madre è in casa, e Mefistofele le dà una boccetta contenente sonnifero (in realtà veleno). Alla fine le due coppie di amanti si rincorrono per il giardino e si abbracciano.
Nella seconda scena, Mefistofele porta Faust sul monte Brocken (Su, cammina, cammina), e gli mostra il sabba romantico. Gli stregoni e le streghe rendono omaggio a Mefistofele. Dopo l'aria Ecco il mondo cantata da Mefistofele in cui scherza sulla generale stupidità del genere umano ma anche sul suo stesso ruolo di Male assoluto e supremo Tentatore, compare l'immagine di Margherita. Faust ne è turbato: sembra sia stata decapitata, e il diavolo ironizza paragonandola a Medusa decapitata da Perseo. Mefistofele fa in modo che l'immagine scompaia, e il sabba riprende.

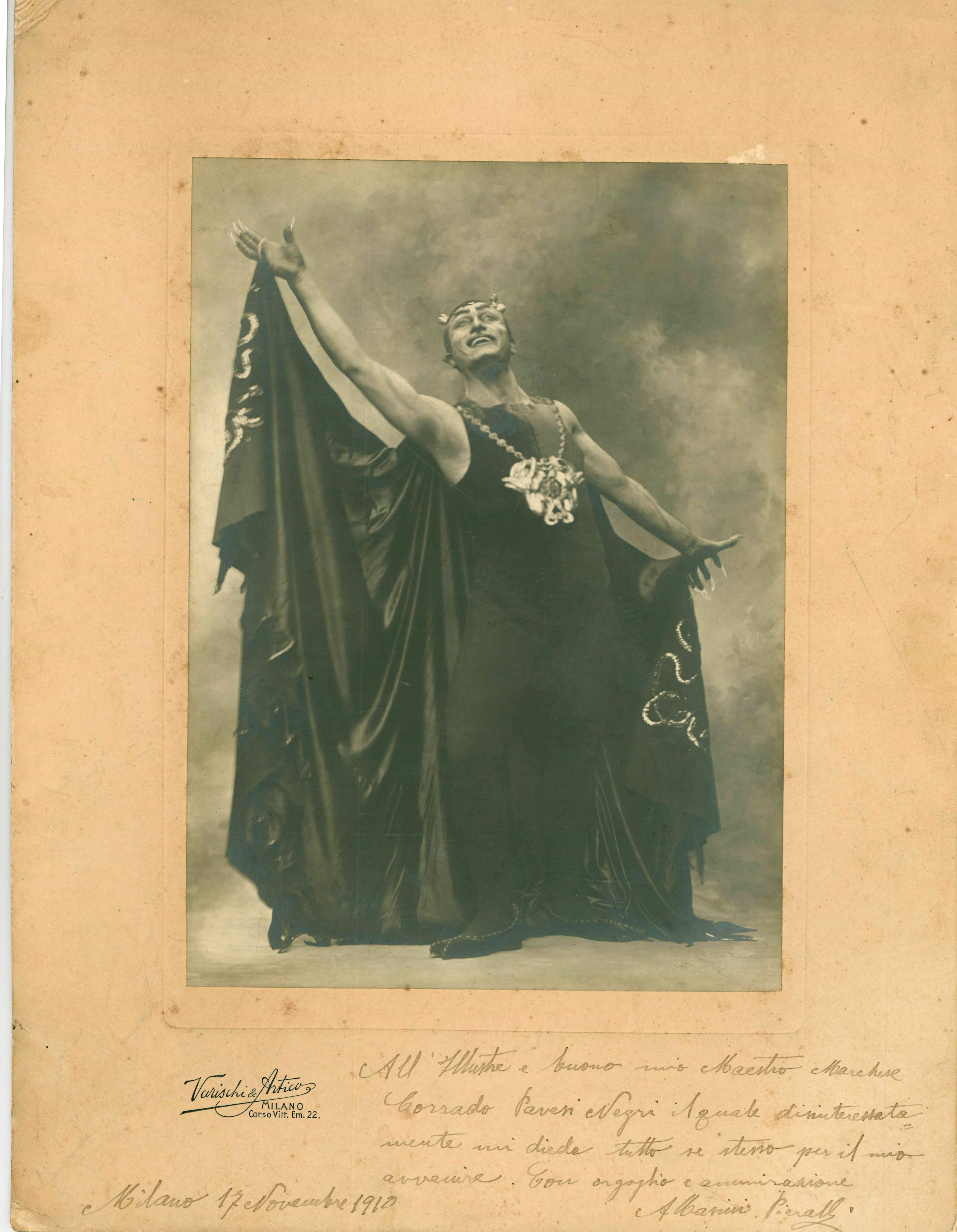
Angelo Masini Pieralli interpreta Mefistofele (1910)

### Atto III: La morte di Margherita
Margherita è condannata a morte per aver ucciso la madre e il figlio (L'altra notte in fondo al mare). Faust giunge con Mefistofele e cerca di convincerla a scappare (Lontano, lontano, lontano). Ma la donna, riconoscendo in Mefistofele il Diavolo, rifiuta di scappare con Faust, e l'anima della donna ascende al cielo (Enrico, mi fai ribrezzo).

### Atto IV: La notte del Sabba classico
Mefistofele mostra a Faust la notte del sabba classico. Le coretidi e le ninfe rendono omaggio alla bella Elèna di Troia, che però ha un'orribile visione della distruzione della città da parte degli Achei (Notte, cupa, truce). Faust compare e seduce Elèna (Forma ideal, purissima).

### Epilogo: La morte di Faust
Faust, tornato vecchio, è intento alla costruzione di un nuovo mondo, e, affascinato dalla prospettiva della propria opera (Giunto sul passo estremo), non vuole più concedere l'anima a Mefistofele. Compaiono le schiere angeliche che distolgono Faust dal diavolo. Mefistofele cerca di ipnotizzarlo ancora, ma Faust, davanti alle visioni celesti, pronuncia la fatidica frase: «Arrestati, sei bello», rivolta all'attimo fuggente.
Mefistofele avrebbe vinto la scommessa, sennoché l'attimo fuggente invocato da Faust è la previsione della beatitudine eterna, non un piacere terreno come previsto dagli accordi. Inoltre una penitente celeste, la defunta Margherita, intercede per Faust presso Dio: mentre risuonano i canti delle schiere angeliche che avevano aperto l’opera, l'anima di Faust è salva, Mefistofele sprofonda nella terra, irradiato dalla luce dei cherubini.

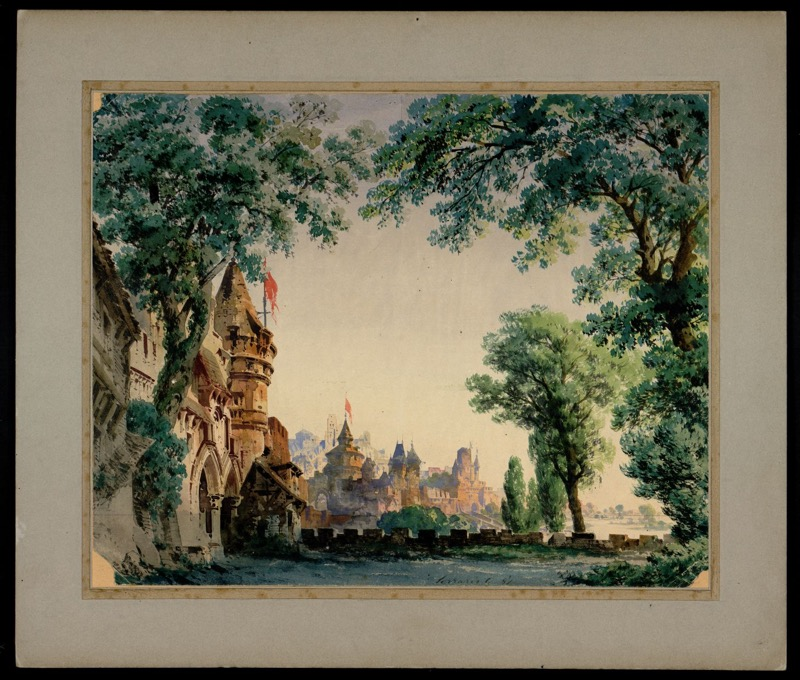
Scenografia per Mefistofele
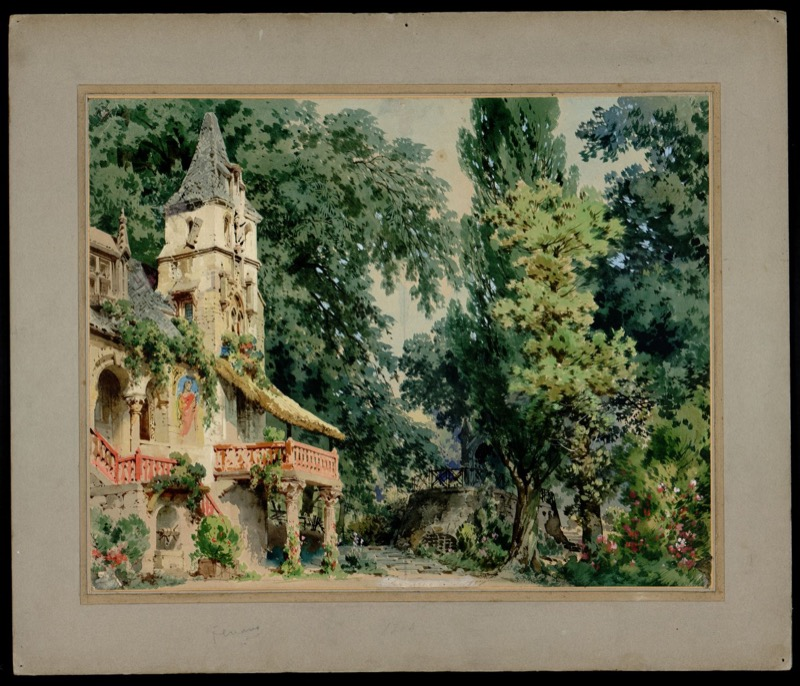
Scenografia per il giardino di Marta
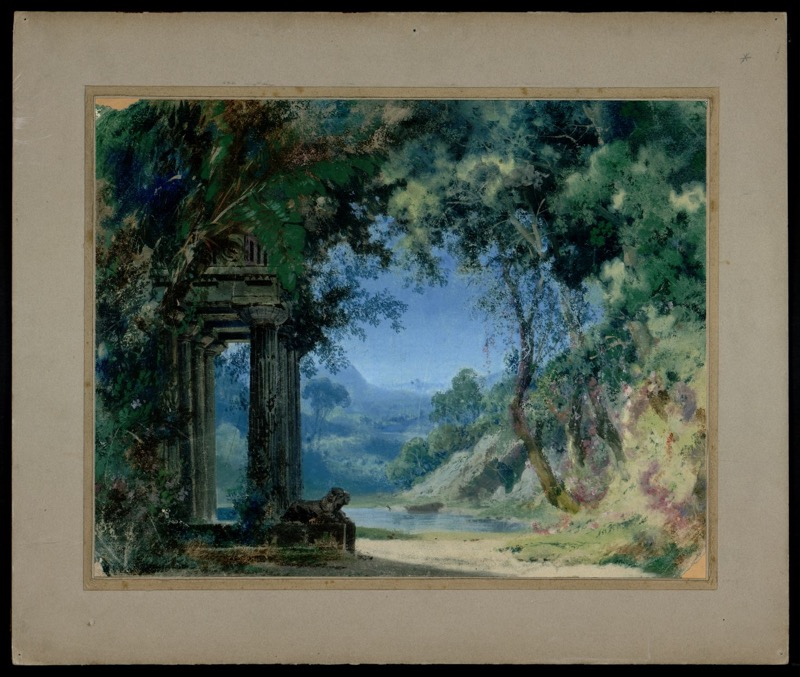
Scenografia del fiume Penéjos
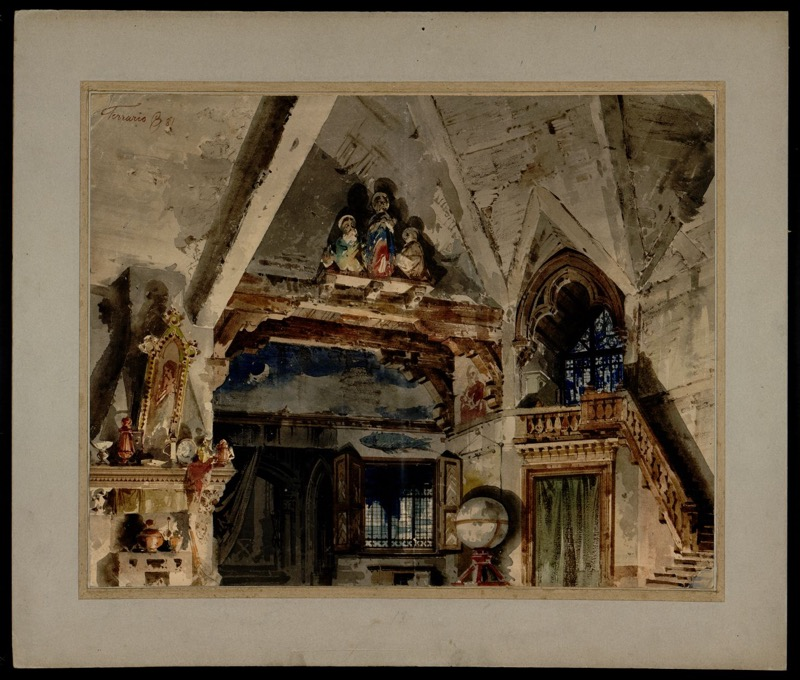
Scenografia del laboratorio di Faust

## Organico orchestrale
La partitura di Boito prevede l'utilizzo di:
- ottavino, 2 flauti, 2 oboi (anche corno inglese), 2 clarinetti in do/si♭ (anche clarone), 2 fagotti;
- 4 corni in mi/fa, 2 trombe in mi/fa, 3 tromboni, oficleide;
- timpani, triangolo, campane, grancassa e piatti, campanelli;
- fisarmonica, armonium, organo;
- 2 arpe;
- archi.

Inoltre, sul palco, una banda composta da:
- clarinetto in mi♭, 2 clarinetti in si♭;
- 2 flicorni in si♭, 3 cornette in la/si♭, 2 piston[piston?] in mi♭, 4 genis in mi♭, 2 bombardini, 3 tromboni, trombone basso e bassi;
- tuono, tamburi, piatti, tam-tam.

## Brani famosi
- Ave signor, arioso di Mefistofele (prologo)
- Dai campi, dai prati, aria di Faust (atto primo)
- Son lo spirito che nega, aria di Mefistofele (atto primo)
- Dimmi se credi, Enrico, duetto tra Margherita e Faust (atto secondo)
- Ecco il mondo, aria di Mefistofele (atto secondo)
- L'altra notte in fondo al mare, aria di Margherita (atto terzo)
- Lontano, lontano, lontano, duetto tra Faust e Margherita (atto terzo)
- Spunta l'aurora pallida, aria di Margherita
- Notte cupa, truce, senza fine, funèbre, monologo di Elèna (atto quarto)
- Giunto sul passo estremo, aria di Faust (epilogo)
- All'erta!...Ave, Signor, concertato finale (epilogo)

## Incisioni
| Anno | Cast (Mefistofele, Faust, Margherita, Elèna)                                     | Coro e Orchestra                                           | Direttore             | Etichetta      |
| ---- | -------------------------------------------------------------------------------- | ---------------------------------------------------------- | --------------------- | -------------- |
| 1930 | Nazzareno De Angelis, Antonio Melandri, Mafalda Favero, Giannina Arangi Lombardi | Coro e Orchestra del Teatro alla Scala di Milano           | Lorenzo Molajoli      | Arkadia        |
| 1958 | Cesare Siepi, Mario Del Monaco, Renata Tebaldi, Floriana Cavalli                 | Coro e Orchestra dell'Accademia Nazionale di Santa Cecilia | Tullio Serafin        | Decca          |
| 1972 | Norman Treigle, Plácido Domingo, Montserrat Caballé, Josella Ligi                | Ambrosian Opera Chorus, London Symphony Orchestra          | Julius Rudel          | EMI            |
| 1982 | Nicolai Ghiaurov, Luciano Pavarotti, Mirella Freni, Montserrat Caballé           | London Opera Chorus, National Philharmonic Orchestra       | Oliviero De Fabritiis | Decca          |
| 1988 | Samuel Ramey, Plácido Domingo, Éva Marton, Éva Marton                            | Hungarian Opera Chorus, Hungarian State Orchestra          | Giuseppe Patanè       | Sony Classical |
| 1995 | Samuel Ramey, Vincenzo La Scola, Michèle Crider, Michèle Crider                  | Orchestra e Coro del Teatro alla Scala Milano              | Riccardo Muti         | RCA/Sony       |

## DVD
- Mefistofele (San Francisco Opera, 1989) - Samuel Ramey, Dennis O'Neill, Gabriela Benacková/Maurizio Arena (direttore d'orchestra), Arthaus Musik/Naxos.
- Mefistofele (San Francisco Opera, 2014) - Ildar Abdrakazov, Ramon Vargas, Patricia Racette/Nicola Luisotti, San Francisco Opera/Euroarts.

### Edizioni del libretto
- Libretto originale della prima versione:  Mefistofele - Opera in un prologo e cinque atti di Arrigo Boito da rappresentarsi al R. Teatro della Scala - Carnevale-Quaresima 1868, 2ª ed., Milano, Ricordi (a spese dell'autore), 1868. ( Facsimile del libretto, su Biblioteca Digitale di Milano (archiviato dall'url originale il 7 giugno 2020).)
- Libretto originale della seconda versione:  Mefistofele - Opera di Arrigo Boito - Teatro Comunitativo di Bologna Autunno 1875, 3ª ed., Milano et al., Ricordi, s.d. (accessibile online anche presso Google Books)